# Villavaliente (kommunhuvudort)
Villavaliente är en kommunhuvudort i Spanien.   Den ligger i provinsen Provincia de Albacete och regionen Kastilien-La Mancha, i den östra delen av landet, 240 km sydost om huvudstaden Madrid. Villavaliente ligger 728 meter över havet och antalet invånare är 264.
Terrängen runt Villavaliente är platt åt nordväst, men åt sydost är den kuperad. Runt Villavaliente är det mycket glesbefolkat, med 5 invånare per kvadratkilometer. Närmaste större samhälle är Casas Ibáñez, 17,4 km norr om Villavaliente. Trakten runt Villavaliente består till största delen av jordbruksmark.